# Eleccions al Parlament Escocès de 2021
Les eleccions al Parlament escocès de 2021 es va celebrar el 6 de maig de 2021 en virtut de les disposicions de la Llei d'Escòcia de 1998. Els 129 diputats del Parlament escocès van ser elegits en la sisena elecció des del restabliment del Parlament en 1999. Les eleccions es van celebrar al mateix temps que les eleccions locals del Regne Unit, les eleccions a l'Assemblea de Londres i les eleccions al Senedd (parlament gal·lès).

La campanya electoral va començar el 25 de març de 2021 durant la pandèmia de COVID-19 a Escòcia, encara que el Parlament no es va dissoldre oficialment fins al 5 de maig, la vespra de les eleccions.

La part esquerra mostra els guanyadors de les eleccions en les circumscripcions segons els colors dels seus partits. El costat dret mostra els guanyadors regionals de les eleccions per als membres addicionals pels colors dels seus partits

## Resultats
Les eleccions van deixar l'SNP a un escó de la majoria i Nicola Sturgeon va formar govern amb un acord amb el Partit Verd Escocès, creant una majoria independentista.